# Brugadas syndrom
Brugadas syndrom er en arvelig sygdom, der kan vise sig med karakteristiske EKG-forandringer og en øget risiko for hjertestop og pludselig død. Syndromet er mest udbredt i Sydøstasien, hvor den er kendt under navnet Bangungot, og er efter trafikulykker, den mest almindelige årsag til uventet død hos unge mænd i Thailand.
Sygdommen blev beskrevet og opkaldt efter tre spanske kardiologer og brødre i 1992.
Hos omkring 20% af patienterne med Brugadas syndrom findes mutationer i generne, der koder for natrium-ionkanaler i hjertets musklers cellemembraner. Seks gener er relateret til Brugadas syndrom (SCN5A, GPD1L, CACNA1C, CACNB2, KCNE3 og SCN1B).
Brugadas syndrom nedarves autosomalt dominant. Brugadas syndrom kommer oftere til udtryk hos mænd, og symptomerne begynder oftest ved 30-årsalderen med besvimelsestilfælde eller hjertestop. Langt fra alle patienter får symptomer, og risikovurderingen kan være vanskelig og bør foregå på specialafdelinger med erfaring med dette syndrom. Undersøgelser omfatter normalt EKG, test af hjertets natrium-ionkanaler (Flecainid test) og en elektrofysiologisk undersøgelse med et kateter i hjertet, der fremprovokere rytmeforstyrrelser.
Behandlingen er konservativ eller indsættelse af en pacemaker, der kan give stød ved hjerterytmeforstyrrelser.
Det er i Danmark muligt at foretage en genetisk undersøgelse, men langt fra alle patienter med Brugadas syndrom har mutationer i kendte gener.
I 2015 blev det foreslået, at 14 af Danmarks konger, som pludseligt døde i unge, muligvis døde af Brugadas syndrom. Det er Svend Tveskæg, Harald 2., Knud den Store, Hardeknud, Svend Estridsen, Harald Hen, Oluf Hunger, Erik Lam, Knud 6., Christoffer 1., Erik Menved, Christoffer 2., Valdemar 3. og Oluf 2..